# Compoundkern

Beispiel einer Kernreaktion:

Ein englisch Compound nucleus ‚Zwischenkern‘ (auch: Mischkern oder zusammengesetzter Kern; weitere Namen s. u.) ist ein Atomkern in einem hoch angeregten, instabilen Zustand, der sich während mancher Kernreaktionen kurzzeitig bilden kann.
Weitere, in diesem Zusammenhang verwendete Bezeichnungen sind außerdem (in Englisch), „Bohr assumption“, „Bohr's general theory“ und „Evaporation model“.

## Bildung – Bohr's Annahme
Der Compoundkern entsteht durch vollständige Vereinigung des Projektilteilchens (z. B. Proton, Neutron, Alphateilchen) mit dem getroffenen Kern (englisch target nucleus ‚Zielkern‘). Durch den Gewinn an Bindungsenergie besitzt er eine hohe Anregungsenergie und ist daher instabil. Er lebt aber genügend lange, um ihn als metastabilen  Zustand mit definierten Quantenzahlen für Drehimpuls und Parität etc. zu haben. 
Im einfachsten Fall (im Endzustand nur zwei Kerne/Teilchen) kann die Kernreaktion also wie folgt geschrieben werden:
1) {\displaystyle a+X\rightarrow Y^{*}}
2) {\displaystyle Y^{*}\rightarrow Z+b}
Dabei bedeuten:
- {\displaystyle a}: einfallendes Teilchen (Projektil)
- {\displaystyle X}: Targetkern
- {\displaystyle Y^{*}}: Zwischenkern (der Stern deutet den hohen Anregungszustand an)
- {\displaystyle Z}: Restkern
- {\displaystyle b}: emittiertes Teilchen

Wie oben angedeutet ist der Prozess in zwei quasi-unabhängige Abschnitte (auch bekannt als „Bohr's Hypothese“) aufgeteilt. Der Zerfall ist damit nicht davon abhängig, auf welchem Wege der Zwischenkern entstanden ist. Beispielsweise sind, wenn es mehrere Zerfallskanäle gibt, deren Häufigkeitsanteile (Verzweigungsverhältnisse) stets gleich. Dies konnte experimentell an Fällen bestätigt werden, wo auf verschiedenen Reaktionswegen gleiche Zwischenkerne bei gleicher Anregungsenergie erzeugt wurden. Anschaulich gesagt hat der Zwischenkern bei seinem Zerfall – abgesehen von Erhaltungsgrößen wie Energie, Drehimpuls und Parität – „schon vergessen“, wie er entstanden ist. Dem entspricht es, dass selbst eine Lebensdauer von 10−19 s noch viel länger ist als die Zeit, die das Projektil zum „Durchqueren“ des Targetkerns bräuchte.

## Eigenschaften

### Anregungsenergie
Die englisch excitation energy ‚Anregungsenergie‘ des Kerns ist
{\displaystyle E^{*}=\varepsilon _{i}\left({\frac {M}{m_{i}+M}}\right)+E_{B}}
mit {\displaystyle M} der Masse des Targets ({\displaystyle X}), {\displaystyle \varepsilon _{i}} der kinetischen Energie des einfallenden Teilchens mit der Masse {\displaystyle m_{i}} und {\displaystyle E_{B}} der Bindungsenergie des Teilchens im Zwischenkern.

### Zerfall
Nach einer Lebensdauer von etwa 10−19 bis 10−15 s zerfällt der Zwischenkern dann in zwei oder mehr Kerne oder Teilchen, oder es bleibt beim Einfang des Projektilteilchens und die hinzugewonnene Bindungsenergie wird als Gammaquant abgestrahlt.

### Reaktionsmechanismus
Die Winkelverteilungen der Produkte im Schwerpunktsystem sind als Folge der Drehimpulserhaltung immer spiegelsymmetrisch zur 90°-Richtung. Findet man eine solche Winkelverteilung, ist dies daher ein Hinweis auf diesen Reaktionsmechanismus.

### Reaktionskanäle
Der Zwischenkern kann auch in denselben Kanal „zurück“ zerfallen, aus dem er gebildet wurde, also
{\displaystyle a+X\rightarrow Y^{*}\rightarrow X+a}
Dieser Vorgang ist im Endeffekt eine einfache elastische Streuung. Da er aber hier durch den Zwischenkern vermittelt wurde, spricht man von "compound-elastischer" Streuung. 
Ist die Anregungsenergie eher gering, entregt sich der Zwischenkern unter Emission von {\displaystyle \gamma }-Photonen wie folgt ab
{\displaystyle a+X\rightarrow Y^{*}\rightarrow Z+\gamma }
Man spricht auch von englisch radiative capture ‚Strahlungseinfang‘.

## Auftreten
Das Zwischenkern-Reaktionsmodell ist vor allem bei Projektilenergien anwendbar, die deutlich unter der Bindungsenergie eines Nukleons im Targetkern (im Mittel ca. 9 MeV) liegen. Außerdem findet die Absorption a + X → Y* bevorzugt dann statt (ihr Wirkungsquerschnitt ist also besonders groß), wenn die Projektilenergie so gewählt wird, dass in dem möglichen Zwischenkern Y gerade eines seiner Energieniveaus im Kontinuum erreicht wird, wenn es also zu einer Resonanz kommt. Erkennbar ist dies an einem Maximum der Anregungsfunktion mit einer Form nach der Breit-Wigner-Formel. Ein Hinweis auf Zwischenkernbildung ist es daher, wenn relativ schmale Resonanzen beobachtet werden, denn schmale Resonanzen entsprechen nach der Heisenbergschen Unschärferelation einer langen mittleren Lebensdauer (siehe auch Zerfallsbreite).
Reaktionen wie die induzierte Kernspaltung, die zweite Phase (auch bekannt als „Kernverdampfung“) einer Spallation und Teilcheneinfang-Reaktionen mit Gamma-Emission können ebenfalls nach dem Zwischenkernmodell verstanden werden. Auch die als Quelle schneller Neutronen und als Energiequelle genutzte Deuterium-Tritium-Fusionsreaktion verläuft über einen Helium-5-Zwischenkernzustand.

## Geschichtliches
Das Compoundkern-Reaktionsmodell wurde von Niels Bohr 1936 vorgeschlagen. Die weitere Entwicklung der Kernphysik hat später andere Reaktionsmodelle (z. B. das optische Modell) hervorgebracht, die besonders bei höheren Projektilenergien zur Erklärung der Beobachtungen nötig sind.